# سهيل رقاش
سُهَيْل رَقَاشِ (كلمة "رَقَاشِ" هنا اسم مبني على الكسر) أو ثَالِث التَّدْوِير أو لامدا الشراع أو λ الشراع اختصارًا (بالإنجليزية: Lambda Velorum تُختصر إلى λ Velorum أو Lambda Vel أو λ Vel، اسمه الرسمي Suhail، سابقًا Suhail al Wazn المأخوذ من الاسم العربي لنجم آخر يقع بجواره)‏، هو نجم في كوكبة الشراع الواقعة في النصف الجنوبي للكرة السماوية. مع قدره المرئي الظاهري المتوسط البالغ 2.21، يعد هذا ثالث ألمع نجم في الكوكبة وأحد النجوم الشديدة اللمعان في السماء. يمكن قياس المسافة إلى هذا النجم مباشرةً باستخدام تقنية اختلاف المنظر، مما ينتج عنها ما يقدر 545 سنة ضوئية (167 فرسخ نجمي) من الشمس. أطلق علماء عصر الحضارة الإسلامية على هذا النجم وعلى نجم سهيل الوزن اسم "سهيل المُحْلِف" أو "سهيل المُحْنِث".